# Katarzyna Fetlińska
Katarzyna Fetlińska (ur. 15 czerwca 1991 w Ciechanowie) – polska poetka.

## Życiorys
Absolwentka I Liceum Ogólnokształcącego im. Zygmunta Krasińskiego w Ciechanowie. Studentka filologii angielskiej na Uniwersytecie Warszawskim. W 2011 roku została laureatką projektu Połów. Poetyckie debiuty organizowanego przez wydawnictwo Biuro Literackie. Poetka projektu Sfotografuj wiersz – Zwierszuj fotografię. W czerwcu 2012 został opublikowany jej debiutancki tom wierszy Glossolalia, za który była nominowana w Ogólnopolskim Konkursie Literackim „Złoty Środek Poezji” 2013. Mieszka w Warszawie.

## Twórczość literacka
Przed wydaniem pierwszego tomiku poezji wiersze publikowała w czasopismach „Rita Baum”, „Pogranicza” i „Neurokultura”.
- Połów, Poetyckie debiuty 2011 (Biuro Literackie, Wrocław 2012) – antologia
- Glossolalia (Biuro Literackie, Wrocław 2012)[8]
- Sekstaśmy (Biuro Literackie, Wrocław 2015)
- Nie ma nic o piłce nożnej (Fundacja Duży Format, Warszawa 2022)